# إيمي بندر
إيمي بندر (بالإنجليزية: Aimee Bender)‏ (و. 1969  م) هي كاتِبة، وروائية أمريكية، ولدت في الولايات المتحدة.

## التعليم
تعلمت في جامعة كاليفورنيا، إرفاين، وتعلمت في جامعة كاليفورنيا، سان دييغو
.